# Ipameri
Ipameri è un comune del Brasile nello Stato del Goiás, parte della mesoregione del Sul Goiano e della microregione di Catalão. Dista 198 km da Goiânia.
Confina con i comuni di Caldas Novas, Campo Alegre, Catalão, Corumbaíba, Cristalina, Goiandira, Luziânia, Nova Aurora, Orizona, Pires do Rio e Urutaí. 

## Storia
Il comune fu fondato il 12 settembre 1870 e la sua storia è strettamente legata al passaggio della ferrovia che attraversa la città fin dagli inizi del Novecento.

## Economia
L'economia del comune si basa sull'allevamento e l'agricoltura.
Nel 2005 la produzione agroalimentare fu la seguente: 
| Bovini                                                   | 178.000 capi       |
| Suini                                                    | 15.700 capi        |
| Equini                                                   | 2.700 capi         |
| Polli                                                    | 700.000 capi       |
| Dozzine di uova                                          | 28.300             |
| Bovini ordinati                                          | 36.700 capi        |
| Litri di latte per anno                                  | 167.000.000        |
| Cotone                                                   | 23.325 tonnellate  |
| Riso                                                     | 6.000 tonnellate   |
| Patata                                                   | 28.000 tonnellate  |
| Zucchero                                                 | 127.000 tonnellate |
| Fave                                                     | 5.700 tonnellate   |
| Manioca                                                  | 4.500 tonnellate   |
| Mais                                                     | 97.200 tonnellate  |
| Soja                                                     | 134.400 tonnellate |
| Sorghum                                                  | 8.000 tonnellate   |
| pomodori                                                 | 6.975 tonnellate   |
| Grano                                                    | 2.115 tonnellate   |
| Principali prodotti agroalimentari di Ipameri IBGE 2005. |                    |

### Turismo
È interessante scoprire l'artigianato tipico locale. Tra i monumenti da visitare: la Cattedrale dello Spirito Santo (Catedral do Divino Espírito Santo), l'antica stazione ferroviaria e la Piazza della Libertà (Praça da Liberdade).